# Макмилин (Вашингтон)
Макмилин (енгл. McMillin) насељено је место без административног статуса у америчкој савезној држави Вашингтон.

## Демографија
По попису из 2010. године број становника је 1.547.
| Група             | 2000.    | 2010.         |
| Белци             | 0 (0,0%) | 1.345 (86,9%) |
| Афроамериканци    | 0 (0,0%) | 11 (0,7%)     |
| Азијати           | 0 (0,0%) | 36 (2,3%)     |
| Хиспаноамериканци | 0 (0,0%) | 75 (4,8%)     |
| Укупно            | 0        | 1.547         |